# Маркіян Войцеховський
Маркіян Войцеховський (нар. 27 листопада 2003, Львів, Україна) — український та канадський футболіст, півзахисник клубу канадської Прем'єр-ліги «Йорк Юнайтед».

## Ранні роки
На дитячо-юнацькому рівні розпочав кар'єру в академії донецького «Шахтаря». Після переїзду до Канади приєднався до «Руш Академі». У 2021 році став гравцем «Гелф Юнайтед U-21», за який виступав у молодіжній Лізі 1 Онтаріо.

## Клубна кар'єра
У 2022 році приєднався до клубу Ліги 1 Онтаріо «ПроСтарз». Визнавався найкращим молодим гравцем року, а також потрапив до першої командою Всіх зірок ліги, а також увійшов до найкращої XI U20. Після завершення сезону прибув на перегляд до «Тайгерс Ванкувер».
У грудні 2022 року підписав свій перший професіональний контракт із клубом канадської Прем’єр-ліги «Йорк Юнайтед» на сезон 2023 року, підписав 2-річний контракт із клубною опцією на наступний сезон. 16 квітня 2023 року на професіональному рівні дебютував за команду, вийшов у стартовому складі в програному (0:2) поєдинку чемпіонату проти «Валюра». 22 квітня відзначився своїм першим голом у професіональному футболі, у програному (1:2) поєдинку проти «Ванкувера».

## Статистика виступів

### Клубна
Станом на 14 травня 2023
| Клуб              | Сезон             | Ліга                | Ліга  | Ліга | Плей-оф | Плей-оф | Нац. кубок | Нац. кубок | Конт. кубок | Конт. кубок | Загалом | Загалом |
| Клуб              | Сезон             | Дивізіон            | Матчі | Голи | Матчі   | Голи    | Матчі      | Голи       | Матчі       | Голи        | Матчі   | Голи    |
| ----------------- | ----------------- | ------------------- | ----- | ---- | ------- | ------- | ---------- | ---------- | ----------- | ----------- | ------- | ------- |
| «ПроСтарз»        | 2022              | Ліга 1 Онтаріо      | 21    | 10   | 1       | 0       | –          | –          | –           | –           | 22      | 10      |
| «Йорк Юнайтед»    | 2023              | Прем'єр-ліга Канади | 5     | 1    | 0       | 0       | 1          | 0          | –           | –           | 6       | 1       |
| Усього за кар'єру | Усього за кар'єру | Усього за кар'єру   | 26    | 11   | 1       | 0       | 1          | 0          | 0           | 0           | 28      | 11      |